# T-S 81b Vrchy
Srub T-S 81b je izolovaný pěchotní srub těžkého opevnění na Trutnovsku umístěný na levém křídle tvrze Stachelberg. Srub byl vybudován jako součást opevnění Československa proti Německu před 2. světovou válkou.

## Poloha
Srub byl vybudován v jižním svahu na kótě 720 m "Vrchy", severozápadně od tvrze Stachelberg. Srub byl vybudován jako levostranný, palebně směřovaný ke srubu T-S 81a a vzdálenějšímu srubu T-S 82, kde jeho palebné vějíře měly přehradit případný pohyb nepřítele podél Vernířovického lesa. Palebným protějškem (nebo zády) byl k tomuto srubu pravostranný objekt T-S 81a, který palebně zajišťoval prostor z druhé strany. Mezi těmito sruby je příkrý sráz s hustým porostem, nevhodný pro postup nepřítele. Z taktického důvodu byl srub vybaven i pozorovacím zvonem severozápadním směrem.

## Výzbroj
Hlavní výzbroj měla být umístěna pod betonem, kanón se spřaženým kulometem a kulometné dvojče, obojí v palebném směru ke srubu T-S 82. Dva lehké kulomety ve zvonech pokrývaly okolí srubu a tři lehké kulomety pak prostor a vchod srubu. Vstupní chodba byla kryta střílnou pro ruční zbraň.

T-S 81b
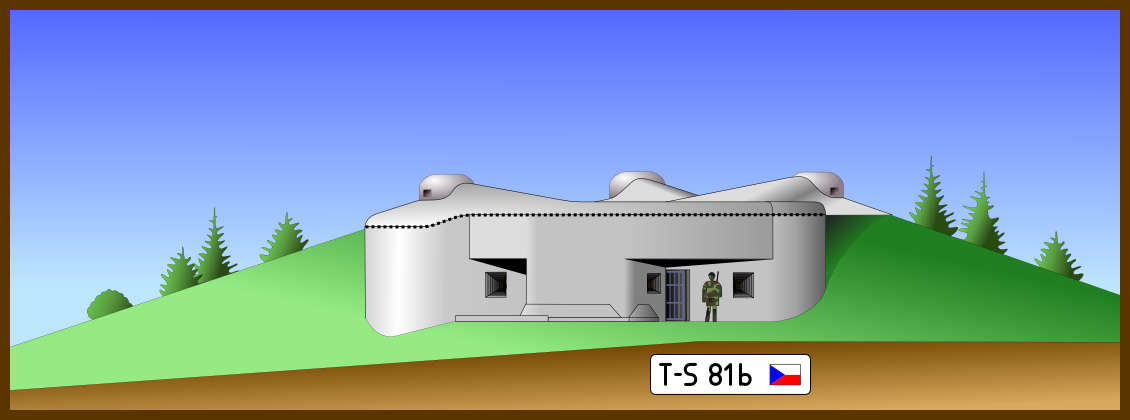
Pěchotní srub T-S 81b Vrchy
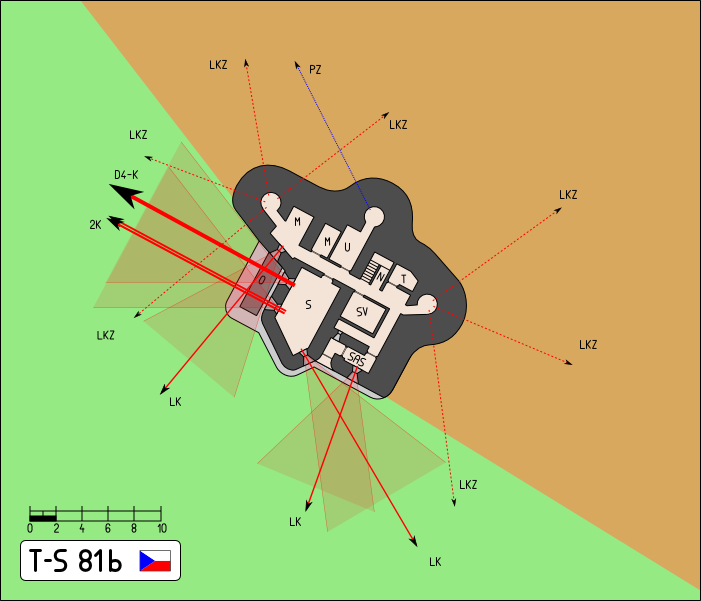
Horní patro srubu LK - lehký kulomet LKZ - l. kulomet zvon D4-K - kanón + t. kulomet 2K - těžký kulomet, dvojče 0 - diamantový příkop S - střílna SAS - přechodová komora M - Munice SV - stanoviště velitele N - nádrže T - telefonní ústředna U - ubikace
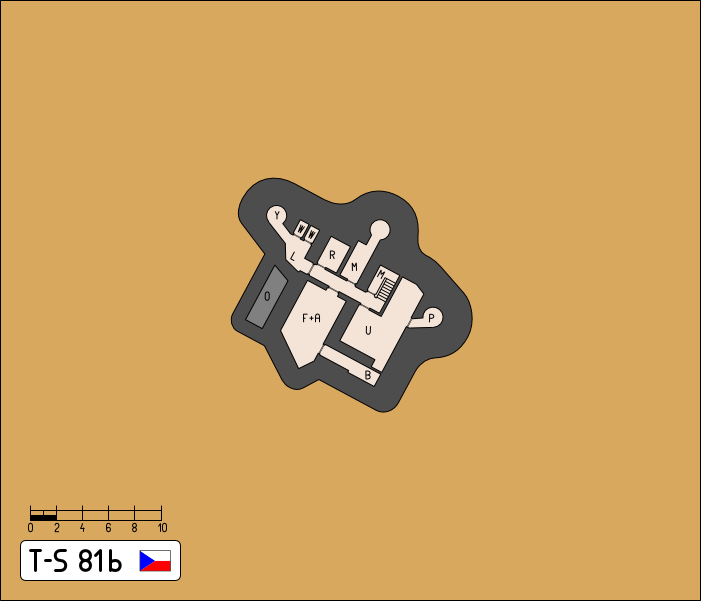
Dolní patro srubu F+A - filtrovna, strojovna L - umyvárna W - záchod Y - nářadí B - pohonné hmoty U - ubikace R - radiostanice P - proviant

- Horní patro srubu
LK - lehký kulomet
LKZ - l. kulomet zvon
D4-K - kanón + t. kulomet
2K - těžký kulomet, dvojče
0 - diamantový příkop
S - střílna
SAS - přechodová komora
M - Munice
SV - stanoviště velitele
N - nádrže
T - telefonní ústředna
U - ubikace
- Dolní patro srubu
F+A - filtrovna, strojovna
L - umyvárna
W - záchod
Y - nářadí
B - pohonné hmoty
U - ubikace
R - radiostanice
P - proviant

## Výstavba
K 1. říjnu 1938 provedena betonáž v obsahu 1.261 m3, vyzděny vnitřní příčky, omítky, objekt z části vybaven kulomety, provedeny terénní úpravy. Nebyly osazeny protiplynové uzávěry, bez zvonů a kopule, bez elektroinstalace, vzduchotechniky a vodoinstalace.